# ليتونن

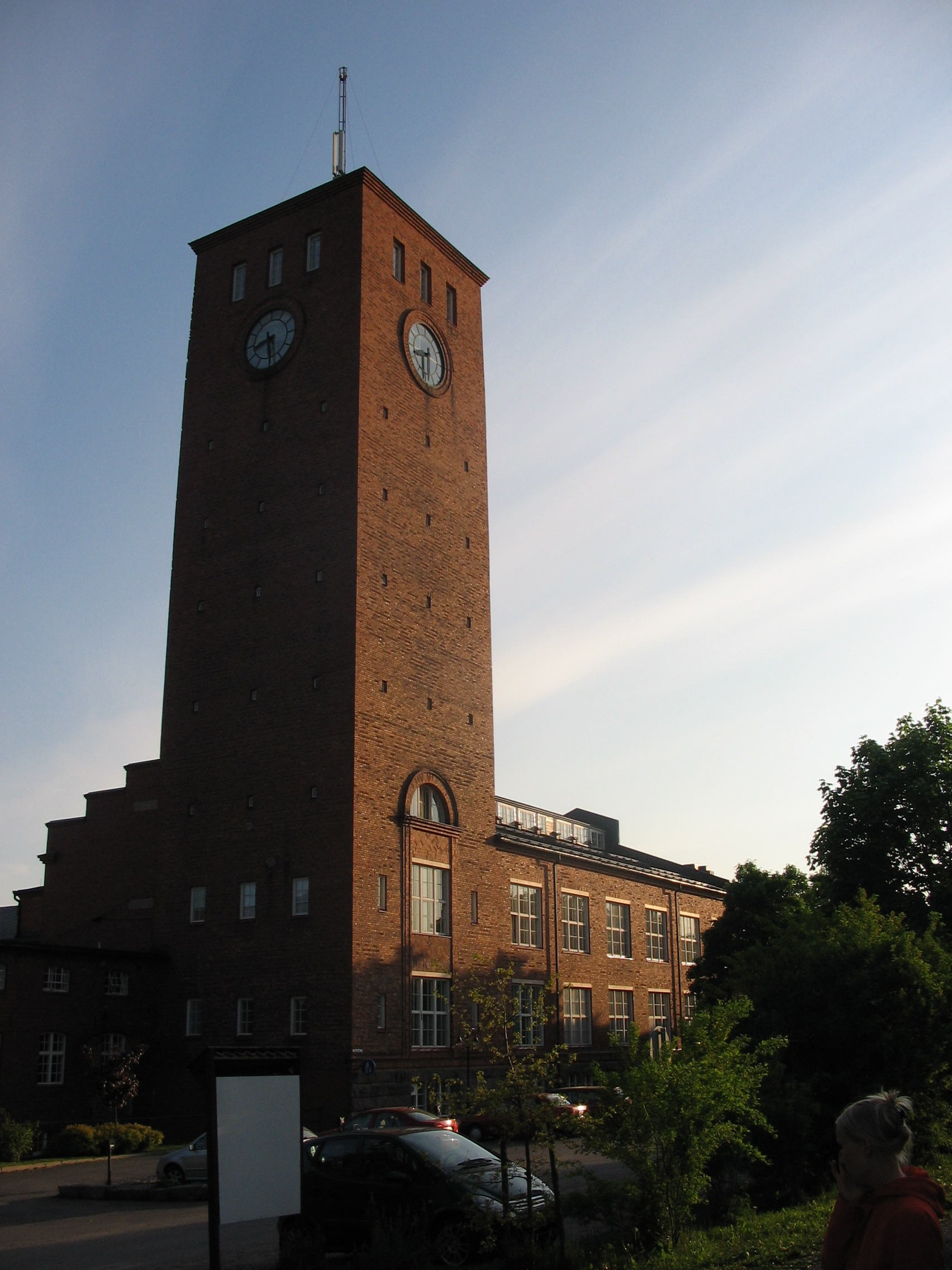

ليتونن هي قرية تقع في جنوب غرب فنلندا ، تركزت على بحيرة ليتوننجارفي ومقتسمة هذه القرية بين بلدة كارينا وبلدية ليتو، وتقع على الحدود مع المركز الإقليمي توركو. بدأت القرية بالنمو بعد تأسيس مصنع الجوخ بالقرب من بحيرة ليتونن عام 1739، و بناء خط السكك الحديدية في عام 1899 . في 1960s مصنع الجوخ توقف بسبب انخفاض الطلب، ولكن المباني لا تزال موجودة، وقد تم تحويلها إلى المساحات السكنية والتجارية. تراث المصنع لا يزال قائم.